# Fordlândia

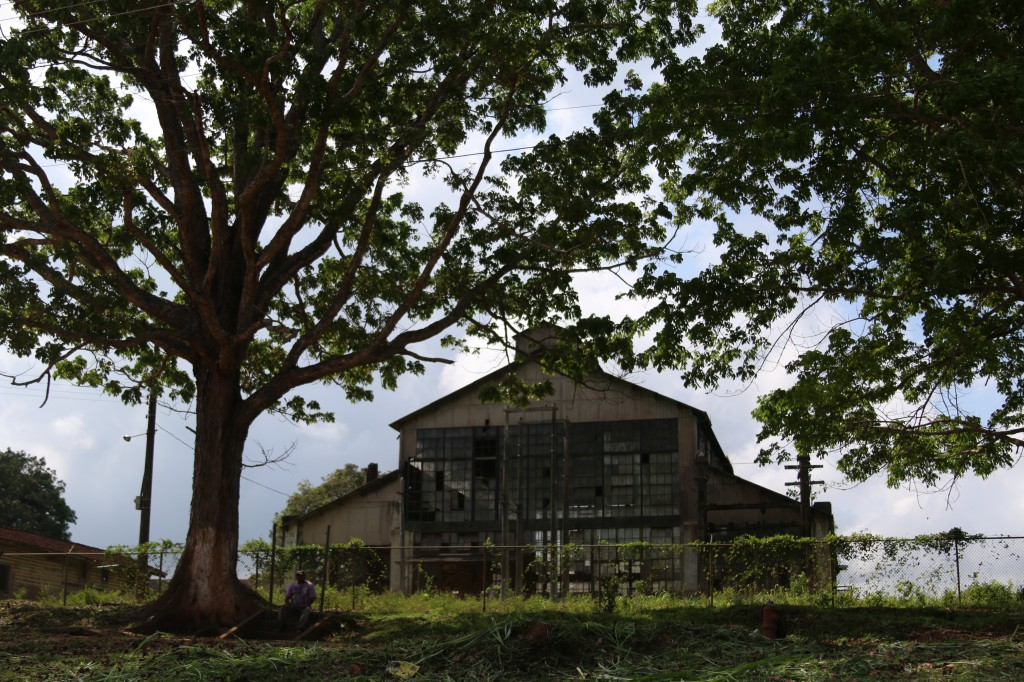
Hlavní sklad v Fordlândia.

Fordlândia je okres a přilehlé území o rozloze 14,568 km² v brazilském státě Pará na území dnešního města Aveiro. Nachází se na východních březích řeky Tapajós zhruba 300 km jižně od města Santarém. Bylo založeno americkým průmyslníkem Henry Fordem v amazonském deštném pralese v roce 1927 jako prefabrikované průmyslové město určené k osídlení deseti tisíci lidmi, aby zajistilo zdroj přírodního kaučuku pro automobilovou výrobu společnosti Ford Motor Company v USA. Ford projednal dohodu s brazilskou vládou, která mu poskytla koncesi pozemku na břehu Tapajós poblíž města Santarém výměnou za 9% podíl na zisku. Město bylo oficiálně otevřeno v roce 1928, nicméně velmi záhy se objevilo množství problémů. Kaučukovníkům se na plantážích nedařilo a trpěly různými chorobami. Umělá „amerikanizace“ dělníků postupně přerostla v odpor, poslední kapku způsobil zákaz prodeje alkoholu. Násilné protesty dělníků musely uklidnit až brazilské úřady. V roce 1933 Ford uznal, že projekt se nezdařil a město bylo de facto opuštěno v roce 1934. Zkoušel ještě štěstí asi o 100 km jinde (plantáž Belterra), ale ani zde se nevedlo dobře. K oficiálnímu uzavření projektu došlo v prosinci 1945.
Město bylo převážně opuštěné až do začátku 21. století, kdy ve městě žilo stále ještě 90 obyvatel. Poté nastal nový rozvoj a v roce 2017 zde bydlelo asi 3000 lidí.